# حسام السيد
حسام السيد لاعب كرة قدم سوري سابق، ومدرب سابق نلادي الفيصلي الأردني.

## إنجازاته
- سوريا

- بطولة اتحاد غرب آسيا (2012)
- القوة الجوية

```
-كأس الاتحاد الاسيوي (2017)
```

- كأس العالم العسكرية لكرة القدم (2013)
- نادي الميناء أفضل مدرب محترف في العراق 2015